# António Luís de Seabra
António Luís de Seabra e Sousa, 1.º Visconde de Seabra (Oceano Atlântico a bordo da nau Santa Cruz (quando navegava perto de Cabo Verde, 2 de Dezembro de 1798 – Quinta de Santa Luzia em Mogofores/Anadia, 19 de Janeiro de 1895) foi um jurisconsulto e magistrado judicial português. Foi ministro de estado, bacharel formado em leis pela Universidade de Coimbra, reitor da mesma Universidade, juiz da Relação do Porto, deputado, Par do Reino, juiz do Supremo Tribunal de Justiça e notável político do tempo da monarquia constitucional portuguesa.

## Biografia
António Luís de Seabra e Sousa nasceu a bordo do navio Santa Cruz, quando este navegava nas imediações do arquipélago de Cabo Verde. Foi filho de Doroteia Bernardina de Sousa Lobo Barreto e de António de Seabra da Mota e Silva, juiz desembargador da Relação do Porto e que depois foi deputado por Trás-os-Montes ao Congresso Constituinte de 1820 e cavaleiro da Ordem de Cristo. O pai pertencia à família Seabra de Mogofores, de origem aristocrática.
Ainda criança, por decreto de D. João VI foi nomeado cadete honorário do Regimento de Cavalaria da Nobreza da Comarca de Serro do Frio, Capitania de Minas Gerais, no Brasil.
Com cerca de dez anos, regressou a Portugal com a sua família, instalando-se em Trás-os-Montes de onde saiu em 1814 para se matricular nos estudos preparatórios ministrados no Colégio das Artes de Coimbra, ingressando no ano seguinte na Universidade de Coimbra. 
Enquanto estudante universitário frequentou os meios intelectuais de Coimbra, nomeadamente a Sociedade dos Amigos das Letras, que funcionava em casa de António Feliciano de Castilho, ganhando uma apreciável cultura humanista que demonstraria nos seus escritos posteriores. Foi amigo de alguns dos grandes vultos literários da época, tendo traduzido algumas obras e composto poesia, actividades literárias que desenvolveu com inegável qualidade.
Formou-se bacharel em Direito em 1820, ano em que fundou em Coimbra o jornal Cidadão Literato, Periódico de Política e Literatura. No ano seguinte (1821) foi colocado como juiz de fora em Alfândega da Fé, fazendo assim o seu ingresso na magistratura judicial, carreira que seguirá.
Manteve-se no cargo de juiz de fora de Alfândega da Fé até 1823, quando, face à suspensão da Constituição em resultado da Vilafrancada e em coerência com os seus princípios liberais, apresentou o seu pedido de demissão, fundado no desejo de permanecer fiel ao seu juramento constitucional.
Entre os anos de 1823 e 1825 viveu em casa de seu pai, em Vila Flor, dedicando-se à literatura, à poesia e à tradução de textos clássicos. Foi nessa fase que escreveu a Ode a D. João VI, a quem foi enviada através de João Lobo Brandão de Almeida, o 1.º visconde de Alhandra.
Na sequência do fracasso da Belfastada, em 1828 foi obrigado a procurar refúgio na Galiza, integrando-se no grupo dos emigrados liberais que partiu depois para a Inglaterra, Bélgica e França (presença em Rennes, procedente de Ostende, Bélgica, no final de 1830, e depois em Saint-Servan em 1831 e 1832, com subsidios do governo francês). A caminho do exílio levou consigo a família (mulher e dois flihos).
Em França empregou-se como tradutor e ingressou na Maçonaria, sendo membro da Loja 14 de Rennes. Fazendo o percurso típico dos emigrados liberais, regressou a Portugal em Agosto de 1833.
A partir da instauração do liberalismo em Portugal, fez uma carreira pública distinta como magistrado e político, revelando-se um parlamentar brilhante. Foi presidente da Junta do Depósito Público, nomeado a 5 de Setembro de 1835.
Também se interessou pelo jornalismo, sendo editor de diversas publicações e um assíduo colaborador da imprensa periódica, tendo fundado em 1836 o semanário Independente e em 1846 o jornal Estrela do Norte.
No seu percurso como magistrado, foi procurador régio junto da Relação de Castelo Branco e da Relação de Lisboa, funções que manteve mesmo enquanto foi deputado. Foi promovido a juiz desembargador (1840) e exerceu as funções de presidente (1852) do Tribunal da Relação do Porto. No seu final de carreira foi juiz conselheiro do Supremo Tribunal de Justiça.
Foi deputado eleito por Trás-os-Montes (1834/1836-1837), por Penafiel (1837), pelo Porto (1840), por Moncorvo (1840 e 1852), por Aveiro (1851 e 1856) e por Anadia (1861). No Parlamento, foi presidente da Câmara dos Deputados (1859 e 1862), e presidente da Comissão da Administração Pública, na altura em que foi encarregado de redigir a primeira reforma do ensino depois da que foi efectuado por Sebastião José de Carvalho e Melo, o 1.º marquês de Pombal. Depois de elevado ao pariato, foi presidente da Câmara dos Pares do Reino.
Exerceu as funções de ministro dos Negócios do Reino da Junta Provisório do Governo Supremo do Reino que se formou em 1846 no contexto da Patuleia e foi ministro da Justiça (1852) e ministro de Estado Honorário.
Foi reitor da Universidade de Coimbra.
Entre 1850 e 1865, foi um dos principais autores do projecto do primeiro Código Civil português, aprovado por carta de lei de 1 de Julho de 1867, tendo entrado em vigor no dia 22 de Março de 1868, permanecendo em vigor, apesar das profundas alterações sociais ocorridas, até 1967. O mesmo código manteve-se em aplicação em Goa até finais da década de 1990. Este Código Civil foi frequentemente designado por Código Seabra, dada a importância da contribuição do visconde de Seabra para a sua criação.
Ofereceu-se ainda para a elaboração de um Código Civil para o Brasil com um manuscrito de 392 artigos, datado de 5 de fevereiro de 1872. Há divergências sobre se teria havido oferecimento voluntário de Seabra para o trabalho ou se ele teria sido convidado por Pedro II do Brasil a tomar parte em concurso para tanto. Todavia, o Projeto não teve seguimento e, ao final de 1872, o Governo Imperial brasileiro baixou o Decreto 5.164/1872, aprovando a contratação de Joaquim Nabuco de Araújo para a elaboração da redação do projeto do Código Civil.
Era senhor da Casa de São Lourenço, com direito de asilo, em São Lourenço do Bairro e da Quinta de Santa Luzia, em Mogofores, ambas no concelho de Anadia.
Casou a primeira vez com sua prima co-irmã Doroteia Honorata Ferreira de Seabra da Mota e Silva, irmã do 1.º barão de Mogofores, e segunda vez com Ana de Jesus Teixeira.
Faleceu na Quinta de Santa Luzia, Mogofores, Anadia, a 29 de Janeiro de 1895.

### Títulos
Foi elevado a Par do Reino hereditário por carta régia de 30 de Dezembro de 1862. Feito 1.º visconde de Seabra por decreto de 25 de Abril de 1865, do rei D. Luís I de Portugal. Foi membro do Conselho de Sua Majestade Fidelíssima, comendador da Ordem da Torre e Espada e da Ordem de Cristo, grã-cruz da Ordem dos Santos Maurício e Lázaro, de Itália, e comendador da Imperial Ordem da Rosa, do Brasil. Terá recusado a grã-cruz da Ordem de Santiago da Espada com que foi agraciado por carta régia de 20 de Julho de 1860.

### Caldeirão de Alcobaça
Foi corregedor de Alcobaça em 1834, quando o Mosteiro de Alcobaça foi saqueado, no curso da extinção das ordens religiosas, que culminou no desaparecimento de quase todo o seu recheio, inclusive os livros da sua riquíssima biblioteca. 
Este cognome ficou do desaparecimento do famoso caldeirão de cobre — onde se podiam cozer 4 bois de cada vez! —, que tinha sido apanhado por Gonçalo Rodrigues Caldeira em 14 de Agosto de 1385, à logística do rei de Castela, na Batalha de Aljubarrota. Pinho Leal diz que durante 449 anos o caldeirão foi guardado no Mosteiro de Alcobaça, resistindo ao domínio espanhol e às invasões francesas para depois desaparecer por pilhagem interna. 
Pinho Leal não o nomeou, mas acrescentou o dito popular que ficara na região de Alcobaçaː
No ano de trinta e quatro, Lá se foi o Caldeirão, Só nos ficou por memória, Um visconde… e a inscrição.
Ainda a este propósito o visconde de Seabra acabou por mover um processo de difamação ao jornal Braz Tisana, deixando explicações na carta Resposta do Visconde de Seabra aos seus Calumniadores.